# Domingos Rocha
Domingos Rocha (Imaruí, 25 de abril de 1872 – ) foi um político brasileiro.
Filho de Manoel Vicente Rocha.
Foi eleito deputado estadual para a Assembleia Legislativa de Santa Catarina, com 35.514 votos, tornando-se deputado constituinte de 1935, participando da 1ª Legislatura (1935-1937).